# Таїса Менезес
Таїса Менезес  (порт. Thaísa Daher de Menezes, як гравець відома під іменем Таїса, 15 травня 1987) — бразильська волейболістка. Дворазова олімпійська чемпіонка.

## Клуби
| Роки      | Клуби                    |
| --------- | ------------------------ |
| 2002—2005 | «Мінас» (Белу-Орізонті)  |
| 2005—2008 | «Сеск» (Ріо-де-Жанейро)  |
| 2008—2016 | «Озаску»                 |
| 2016—2017 | «Еджзаджибаши» (Стамбул) |
| 2017—2019 | «Баруері»                |
| 2019—     | «Мінас» (Белу-Орізонті)  |

## Статистика
Статистика виступів на літніх Олімпійських іграх:
| Рік    | Турнір           | Ігри | Сети | Очки | Ср.  | Місце | Примітки |
| ------ | ---------------- | ---- | ---- | ---- | ---- | ----- | -------- |
| 2008   | Олімпійські ігри | 7    | 12   | 15   | 1,25 | 1     |          |
| 2012   | Олімпійські ігри | 8    | 32   | 110  | 3,44 | 1     |          |
| 2016   | Олімпійські ігри | 4    | 11   | 25   | 2,27 | 5     |          |
| 2024   | Олімпійські ігри | 6    | 21   | 61   | 2,9  | 3     |          |
| Всього | Всього           | 25   | 76   | 211  | 2,78 |       |          |